# Бешенство (роман)
«Бе́шенство» (пол. Amok) — роман польского писателя Кристиана Балы, написанный в 2003 году.

## История создания

### Убийство
В 2000 году в польском городе Вроцлав было совершено убийство предпринимателя Дариуша Янишевского (пол. Dariusz Janiszewski). Тело погибшего было найдено неподалёку от города, в реке Одра. Следствием было установлено, что убитый являлся любовником бывшей жены Кристиана Балы.

### Обвинение
После обнаружения тела Янишевского писатель был обвинён в убийстве и проходил по делу как основной подозреваемый. Однако его вину доказать не удалось.

## Выход романа
В 2003 году Кристиан Бала выпустил роман «Бешенство», в котором описывалось убийство, очень похожее на убийство пана Янишевского. Через некоторое время роман стал бестселлером, который рекомендовал полицейским прочесть некий аноним. После были обнаружены и другие улики, указывающие на виновность автора в совершении убийства: писателя в день убийства видели в компании погибшего, а через четыре дня он пытался продать на аукционе мобильник.

## Персонажи
- Крис — главный герой.
- Мэри — девушка Криса.
- Камиль — друг Криса.
- Игорь — друг Криса.

## После осуждения
Роман был изъят из продажи. В настоящее время пользуется спросом среди коллекционеров. В 2011 году появилась информация, что режиссёр Роман Полански заинтересовался историей писателя-убийцы.